# Campeonato Mundial de Snowboard de 2027
El XVII Campeonato Mundial de Snowboard se celebrará en la localidad alpina de Montafon (Austria) en el año 2027 bajo la organización de la Federación Internacional de Esquí (FIS) y la Federación Austríaca de Esquí. Paralelamente se realizará el XXI Campeonato Mundial de Esquí Acrobático.